# 5869 Tanith
5869 Tanith eller 1988 VN4 är en asteroid i huvudbältet som upptäcktes den 4 november 1988 av den amerikanska astronomen Carolyn S. Shoemaker vid Palomar-observatoriet. Den är uppkallad efter gudinnan Tanit.
Den tillhör asteroidgruppen Amor.